# Crimson (álbum de Alkaline Trio)
Crimson es el sexto álbum de estudio de Alkaline Trio. Fue grabado en 2004 en los Conway Studios, Los Ángeles, California y Vagrant lo lanzó el 24 de mayo de 2005. Jerry Finn produce íntegramente, esta vez, el nuevo material de la banda. En los créditos del CD podemos ver que presentan a Nolan McGuire como guitarra ocasional, aquel famoso "intruso" que levantó tanta polémica en las giras al descubrirse que tocaba en algunas canciones. También esta la artista canadiense Heather Hannoura, diseñadora de gran parte del marketing de la banda y amiga del grupo y que en este disco firma el diseño de la portada así como voces secundarias en el tema "Sadie".

## Listado de canciones
1. "Time to Waste" – 4:11
2. "The Poison" – 2:04
3. "Burn" – 4:05
4. "Mercy Me" – 2:49
5. "Deathbed" – 3:03
6. "Settle for Satin" – 3:49
7. "Sadie" – 4:39
8. "Fall Victim" – 3:18
9. "I Was a Prayer" – 2:36
10. "Prevent This Tragedy" – 3:06
11. "Back to Hell" – 2:54
12. "Your Neck" – 3:15
13. "Smoke" – 3:00

## Curiosidades
- En las navidades de 2005 la banda y Vagrant lanzaron Crimson: Deluxe Edition, con el disco igual que la versión normal solo que añaden un tema, "Time to Waste" en acústico. Otro CD incluye demos, versiones acústicas de canciones del disco y vídeos.
- El título original del disco iba a ser Church and Destroy, pero Matt decidió cambiarlo porque creyó que no quedaba bien con las últimas canciones que habían grabado para el álbum.
- Las canciones Mercy me y Fall Victim aparecieron en la banda sonora de FlatOut 2.

## Créditos
- Matt Skiba - cantante, guitarra
- Dan Andriano - cantante, bajo
- Derek Grant - batería

- Datos: Q950270